# Creative Commons
Creative Commons (произносится: [krɪ'eɪtɪv 'kɒmənz] или ['kɔmənz] — «криэ́йтив ко́монз»), сокращённо CC ([siː siː] — «си-си́») — некоммерческая организация, которая создала бесплатные для использования типовые договоры — свободные и несвободные публичные лицензии, с помощью которых авторы и правообладатели могут выразить свою волю и распространять свои произведения более широко и свободно, а потребители контента — легально и проще пользоваться этими произведениями.
По состоянию на декабрь 2024 года, более 2 миллиардов произведений по всему миру распространяются под лицензиями Creative Commons, что свидетельствует о широком признании и доверии к этим инструментам среди авторов и пользователей контента.

## История

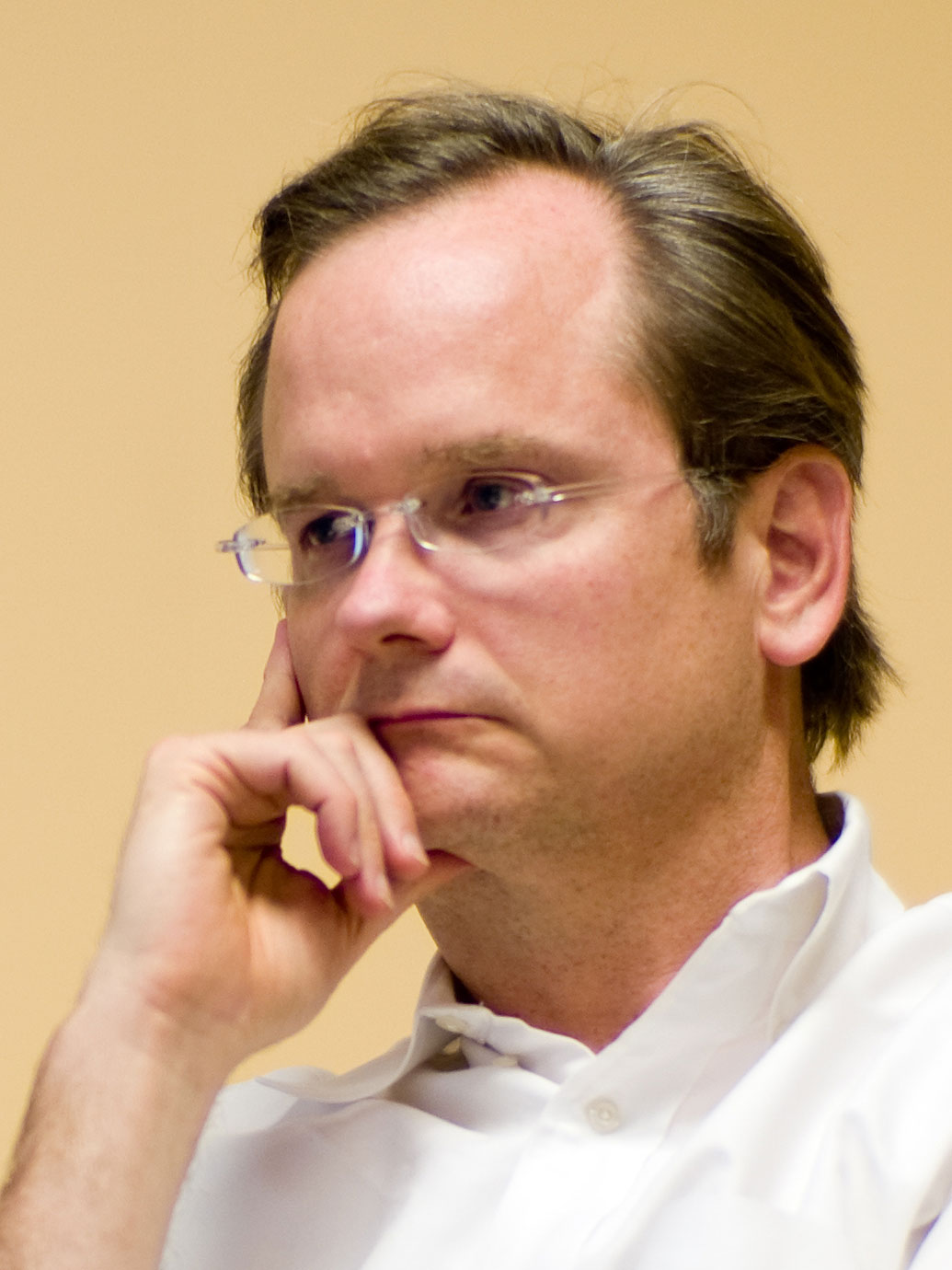
Профессор права, известный борец с усиливающимся авторским правом, автор ряда книг и основатель Creative Commons Лоуренс Лессиг

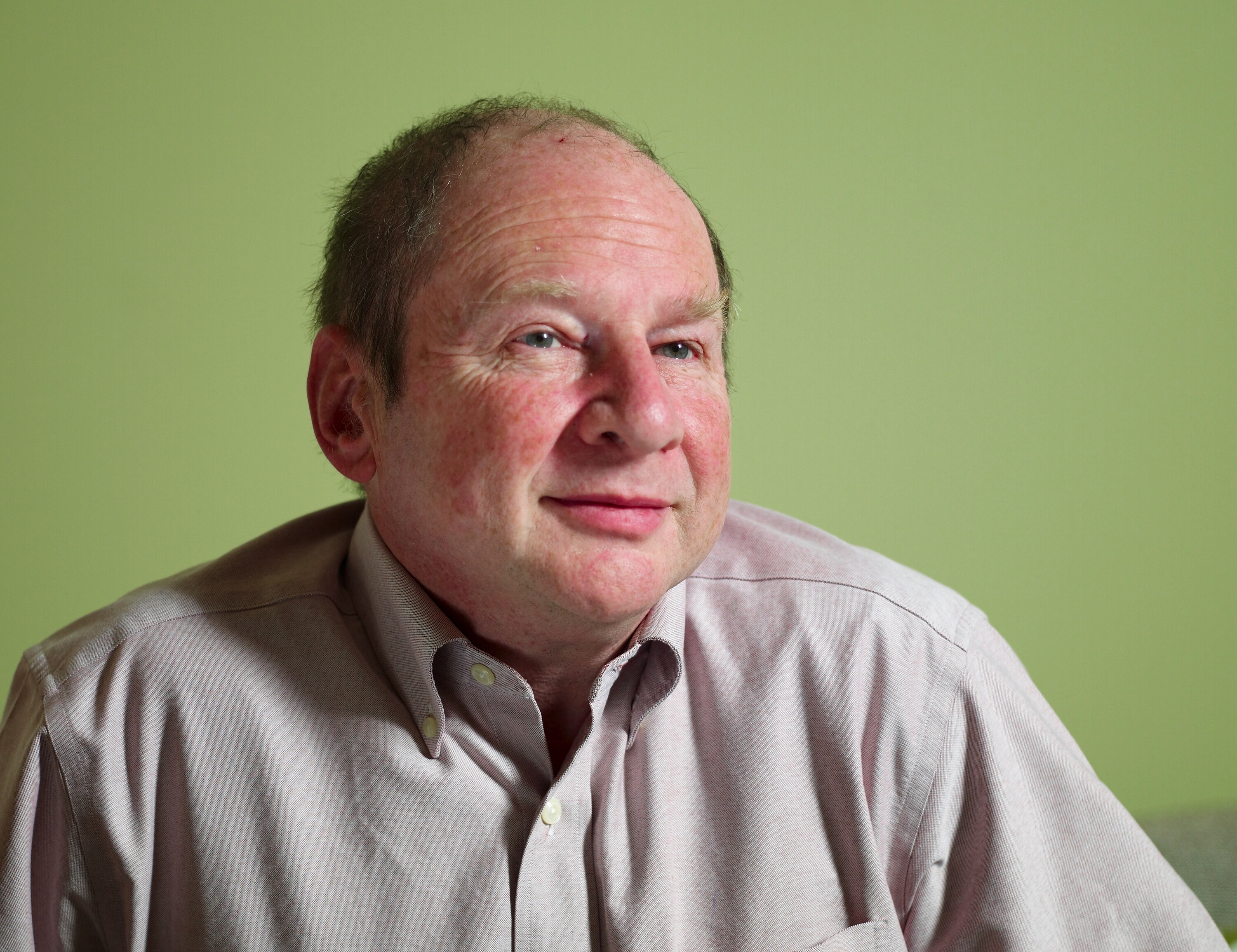
Сооснователь Creative Commons Хэл Абельсон

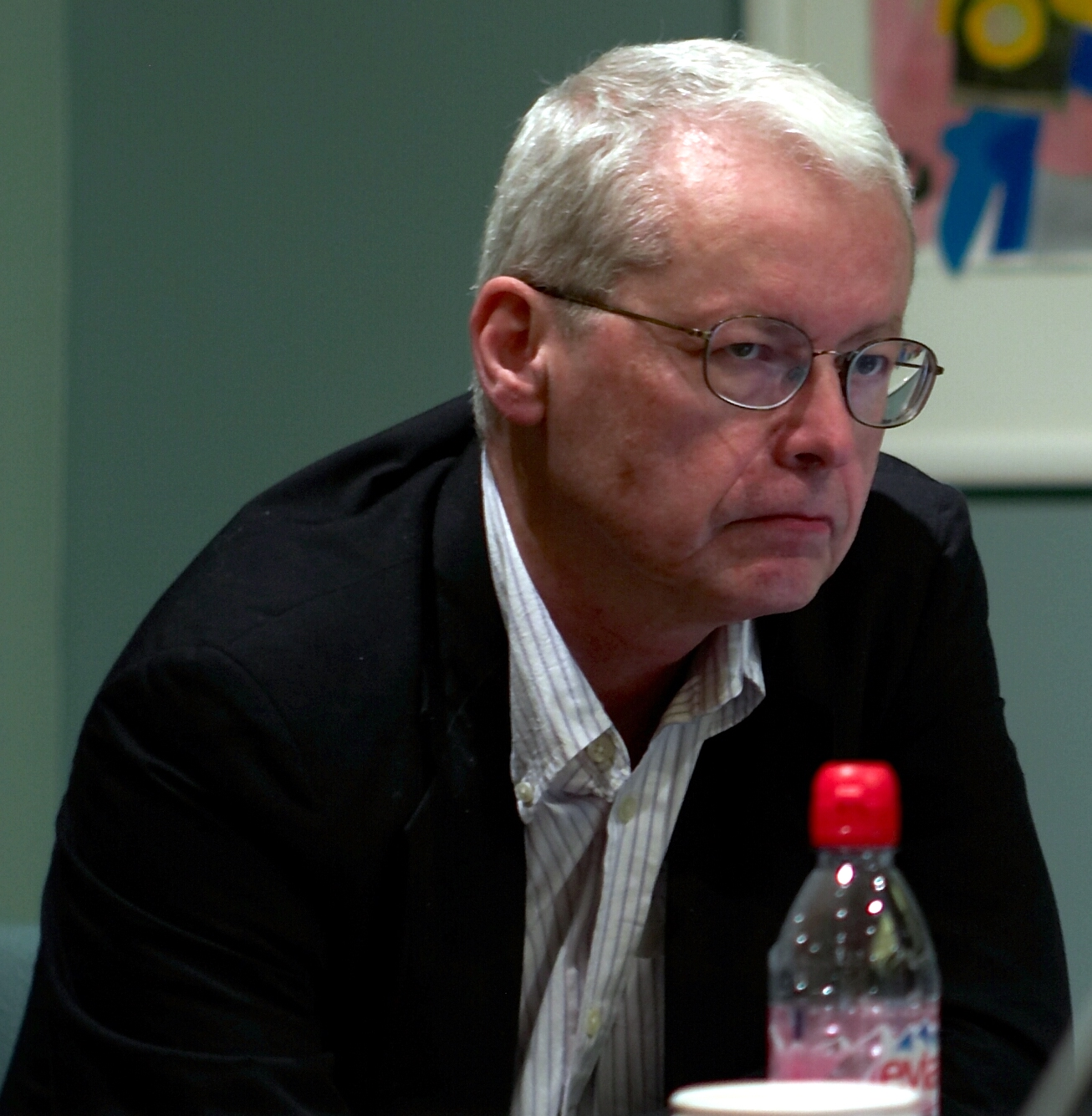
Сооснователь Creative Commons Эрик Элдред

Организация Creative Commons была основана в США в 2001 году Лоуренсом Лессигом, Хэлом Абельсоном и Эриком Элдредом при поддержке Центра общественного достояния (Center for the Public Domain) и спустя 10 лет, в 2011 году, она насчитывает в составе своей партнёрской сети более 100 организаций в более чем 70 юрисдикциях по всему миру (в том числе представительства, например, в России — «Creative Commons Россия Архивная копия от 2 сентября 2011 на Wayback Machine», на Украине — «Creative Commons Україна Архивная копия от 26 октября 2017 на Wayback Machine» и в Казахстане — «Wikibilim Архивная копия от 21 марта 2015 на Wayback Machine»). Цель Creative Commons состоит в увеличении числа произведений, доступных для легального свободного распространения и использования.
В 2002 году организация создала и опубликовала для бесплатного использования несколько лицензий, с помощью которых авторы могут гибко управлять своими авторскими правами, известных как лицензии Creative Commons. Эти лицензии позволяют авторам-создателям сообщить, от каких прав они хотели бы отказаться (например, автор не хочет запрещать пользователям распространять своё произведение — по закону такой запрет включается автоматически при создании произведения), а какие права они оставляют за собой (этот подход был назван «some rights reserved» — «некоторые права защищены», в противовес стандартному «все права защищены»).
Раньше уже существовали так называемые свободные лицензии (но у Creative Commons появились и несвободные лицензии) для компьютерных программ и технической документации. Новшество Creative Commons состояло в том, что они использовали идею философа и программиста Ричарда Столлмана, добавив к лицензиям метаданные для обработки информации об авторском праве компьютерами и максимально упростили идею для использования не юристами, а рядовыми пользователями, создав так называемые «краткие описания» лицензий с понятными значками. Лицензии Creative Commons юридически не противоречат и ни в коем случае не борются и не заменяют авторское право, а наоборот, основаны на нём и используют его законы, но фактически из-за более либерального подхода создают конкуренцию стандартному ограничительному авторскому праву и воспринимаются как оппозиция копирайту.
Лицензии Creative Commons нашли применение в культуре Архивная копия от 9 июня 2016 на Wayback Machine, образовании Архивная копия от 16 июня 2016 на Wayback Machine, науке Архивная копия от 11 июня 2016 на Wayback Machine, правительствах и государственных организациях Архивная копия от 16 мая 2014 на Wayback Machine, музыкальных сообществах Архивная копия от 29 мая 2016 на Wayback Machine, у звукозаписывающих компаний Архивная копия от 28 мая 2016 на Wayback Machine. Creative Commons использует широкий спектр интернет-проектов, от государственных (сайт президента России, сайты премьер-министра Архивная копия от 21 октября 2020 на Wayback Machine и правительства России Архивировано 24 августа 2011 года., сайт президента США), научной литературы (InTech Архивная копия от 5 ноября 2019 на Wayback Machine), энциклопедических (Википедия), картографических (Wikimapia), сайтов научных рецензируемых журналов (ряд, издающийся Public Library of Science и другие), сайтов открытых баз данных до сайтов с музыкой (Jamendo), фотографиями (Flickr), видео (YouTube) и комиксами (xkcd), а также офлайн-проектов вроде дизайна автомобиля или компьютерной платы. Во всём мире, по самым скромным оценкам, по состоянию на декабрь 2010 года по различным лицензиям Creative Commons распространяется более 400 миллионов произведений (причём в них доля свободного контента всё время увеличивается и достигла 40 %). Поиск по лицензированному контенту осуществляет расширенный поиск Архивная копия от 24 августа 2011 на Wayback Machine Google. Пользователям лицензии Creative Commons дают контент, который можно легально использовать (например, блогерам больше не нужно при размещении картинки у себя нарушать авторские права, а заведениям питания и другим компаниям не надо платить за музыку обществам по коллективному управлению авторскими правами).

## Название
Происходит от англ. creative — творческий, авторский; commons — общины, простые люди и их имущество, а также право совместного владения.
В 1968 году экономист Гаррет Хардин опубликовал статью Архивная копия от 13 декабря 2015 на Wayback Machine, озаглавленную «Трагедия общин», в которой им резко толкуется одна из самых обсуждаемых экономико-социальных дилемм. Согласно Хардину, общины, то есть те вещи, которые никому не принадлежат, но которые могут быть использованы всеми, всегда обречены на печальный конец. Он использует метафору пастухов, имеющих общий участок земли, на котором все они имеют право пасти своих коров. По мнению Хардина, в интересах каждого пастуха пасти столько коров, сколько возможно на этой земле, даже если это в результате вредит общине. Пастух получает все выгоды от дополнительной коровы, в то время как ущерб общине является общим для всей группы. Однако, если все пастухи примут индивидуально рациональное решение, община будет уничтожена, и пострадают все пастухи.
Как пишет в книге «Creative Commons: a user guide» итальянский юрист и исследователь, автор многочисленных книг, посвящённых копилефту и открытой культуре Simone Aliprandi, «Теоретики Creative Commons и в первую очередь Лоуренс Лессиг, утверждают вместо этого, что в случае таких товаров, как творческие и интеллектуальные продукты, эта проблема не существует, потому что каждое произведение повышает свою социальную ценность по мере того, как большее количество людей может извлечь из этого пользу. Кроме того, эти товары не склонны ни к ухудшению, ни к природной нехватке, потому что человеческое творчество не знает границ». «Таким образом, мы можем справедливо говорить о „комедии общин“, где затронутые товары точно являются творческими общинами (creative commons)», — подводит итог Simone Aliprandi.
На русский язык существуют переводы названия Creative Commons как «Творческие общины» (если считать, что название CC образовалось от «трагедии общин», то этот перевод более корректный), «Творческие сообщества», используемый «Creative Commons Россия» и «Креативные сообщества», использовавшийся Syb Groeneveld, бывшим представителем Creative Commons в России. Неофициальным сообществом ccrussia.org раньше также предлагались варианты «Креативная коммуна», «Творческое достояние», «Общественное творческое достояние», «Общественные произведения», «Творческое сообщество», «Созидательное сообщество».
В конечном счёте какой-либо конкретный вариант перевода названия на русский язык не прижился и в переводе уже нет потребности — все, даже в России на государственном уровне, включая бывшего президента Дмитрия Медведева и Минкомсвязь, используют оригинальное латинское название без каких-либо проблем.

## Цель и влияние
Цель Creative Commons — позволить держателям авторских прав передать некоторые из прав на свои произведения общественности, и в то же время сохранить за собой другие права. Дело в том, что в соответствии с действующими в настоящее время в большинстве стран мира законами об авторских правах все права, как имущественные, так и неимущественные, принадлежат авторам автоматически. Creative Commons делают возможным передать некоторые права общественности посредством семейства готовых лицензий, признанных юридическими законодательствами многих стран.
В официальном видеоролике Creative Commons «Reticulum Rex» (2003 год) рассказывается о планах проекта — «внести долю здравого смысла в спор об авторском праве. Стать партнёром авторского права и разобраться, по каким правилам следует творить. Помочь авторам создать пространство свободной культуры, откуда можно впоследствии черпать вдохновение». Также заявляется, что есть планы «встроить нашу философию и лицензии в структуру сети» (что им удалось — поиск по лицензиям поддерживает Google и поддерживал Yahoo!), «разрушить преграду между читателем и автором, между слушателем и композитором, аудиторией и исполнителем, обществом и гражданином, культурой и творцом, возродить творчество и с вашей помощью продолжать расти и стать как мистер копирайт».
Creative Commons была описана как организация, находящаяся на переднем крае копилефт-движения, которое стремится поддержать создание более богатого общественного достояния, предоставляя альтернативу автоматическому авторскому праву по принципу «все права сохранены», получившую название «некоторые права сохранены». Дэвид Берри и Жиль Мосс указывают на Creative Commons как на организацию, производящую интерес к вопросу об интеллектуальной собственности и содействующую переосмыслению роли «общей собственности» в «информационную эру». Помимо этого, Creative Commons предоставила «институциональную, практическую и юридическую поддержку отдельным лицам и группам, желающим поэкспериментировать и коммуницировать с культурой более свободно».
Creative Commons работает, чтобы противостоять «культуре разрешения», которая имеет тенденцию к доминированию и становится всё более ограничительной. Согласно Лоуренсу Лессигу, основателю Creative Commons, это «культура, в которой авторы начинают создавать только с разрешения обладающего властью или автора из прошлого». Лессиг утверждает, что над современной культурой доминируют традиционные распространители контента для того, чтобы поддерживать и укреплять свою монополию на культурные продукты, такие как популярная музыка и популярное кино, и что Creative Commons может предоставить альтернативы этим ограничениям.
Creative Commons поддерживает открытое образование, предоставляя лицензии для свободного распространения учебных материалов. Это позволяет образовательным учреждениям и преподавателям делиться своими ресурсами с широкой аудиторией, способствуя доступности знаний. В Казахстане и других странах СНГ также наблюдается рост интереса к использованию лицензий CC в образовательных проектах.
Основатели Creative Commons утверждали, что расширение правовой охраны объектов интеллектуальной собственности (как закон 1998 года Copyright Term Extension Act о продлении срока действия авторских прав на 20 лет) может препятствовать творчеству и инновациям.

## История

### Предыстория
В начальный период истории компьютеров исходные коды программ были открыты и каждый программист имел возможность изменять программы под свои нужды и исправлять ошибки. Постепенно все стали закрывать исходный код. Параллельно происходил взаимосвязанный процесс закопирачивания программ. Раньше программы не защищались авторскими правами и распространялись бесплатно и без препятствий. Вскоре, в том числе благодаря принятию ряда законов в США, программы стали закрытыми, полностью защищёнными авторскими правами, а пользователям теперь запрещалось делиться ими с другими людьми. Свой вклад в закопирайчивание внёс и Билл Гейтс, опубликовавший своё открытое письмо.
Это всё вызвало возмущение программиста и философа Ричарда Столлмана. В 1983 году он основал проект GNU с целью создания операционной системы, предоставляющей пользователю возможность смотреть исходный код и изменять его при необходимости. Спустя некоторое время был придуман термин «свободное программное обеспечение» и основан Фонд свободного программного обеспечения. В 1985 году Ричард Столлман опубликовал манифест GNU с целью изложить цели и задачи проекта GNU и объяснить необходимость в свободном программном обеспечении. В 1986 году в свет вышла статья «Определение свободного программного обеспечения».
Ричард Столлман придумал юридическое средство противостояния сторонникам закрытых программ. Этим инструментом стала т. н. копилефтная свободная лицензия GNU General Public License, опубликованная в 1989 году и успешно использующая закон об авторском праве для борьбы против него самого. Благодаря этой лицензии программы становились свободными. GPL вскоре стала очень популярна и стала использоваться во многих проектах, но она была написана только для использования с программами, а не для технической документации, которая поставлялась с программами.
14 июля 1998 года была выпущена копилефтная Open Content License.
8 июня 1999 была выпущена некопилефтная Open Publication License.
В сентябре 1999 года был выпущен черновик GNU Free Documentation License — копилефтной лицензии для текстов, которая была предназначена для использования в пользовательских руководствах, учебниках и другой компьютерной документации.
Теперь тексты тоже могли стать свободными. В частности, GNU Free Documentation License стала использовать Википедия. Но с фотографиями, видео и звуком были проблемы. Также по мнению некоторых критиков и GFDL, и OPL содержали условия, которые делали их менее свободными. Также, в отличие от Creative Commons, GFDL при массовом распространении контента требует предоставления копий в «прозрачном» формате, то есть, например, не закрытом или проприетарном.

### История Creative Commons
Некоммерческая организация Creative Commons была основана в 2001 году при поддержке Центра общественного достояния (Center for the Public Domain).
Далее Creative Commons получала поддержку от Стэнфордской школы права, где располагалась, и с кем имела общих сотрудников и черпала вдохновение из Stanford Center for Internet and Society. Также помогали стипендиаты и студенты Berkman Center for Internet & Society при Гарвардской школе права.
К июню 2002 года на сайте уже была представлена концепция лицензий и терминология.
В октябре 2002 года вышел пресс-релиз, анонсирующий Creative Commons. В качестве места была указана Санта-Клара. В этом пресс-релизе говорилось о планах компании «снизить юридические барьеры для творчества с помощью инновационной связи права и технологии» — «Creative Commons предоставит бесплатный набор инструментов, позволяющих создателям поделиться аспектами их охраняемых авторским правом произведений с общественностью». Как заявил на конференции глава Creative Commons Лоуренс Лессиг «Наши инструменты облегчат для художников и писателей возможность сделать некоторые или все свои права доступными для общественности бесплатно. Если, например, артист хочет, чтобы его музыка была доступна для некоммерческого использования, или только лишь указывалось его авторство, наши инструменты помогут ему выражать эти намерения в „машиночитаемой“ форме. Компьютеры будут затем иметь возможность определить и понять условия лицензии автора, что делает их проще для людей, для поиска и распространения творческих произведений». В пресс-релизе отмечалось, что «Creative Commons была основана на идее, что творчество и инновации опираются на предыдущее богатое наследие. Мы стоим на плечах гигантов путём пересмотра, повторного использования и преобразования идей и произведений наших коллег и предшественников. Цифровая связь и персональные компьютеры обещают новый взрыв такого рода совместной творческой деятельности. В то же время, расширение защиты интеллектуальной собственности оставляет всё меньше и меньше творческих произведений в „общественном достоянии“ — массы творческого материала, неограниченного законом и, по словам Justice Brandeis „свободного как воздух для общего пользования“ — в то время как растущая сложность авторского права делает всё более и более трудным понимание когда можно законно скопировать или изменить произведение.»
Будучи вдохновлённой GNU General Public License Ричарда Столлмана, Creative Commons разработала и опубликовала свои лицензии 16 декабря 2002 года. Лицензии были созданы для применения к тексту, звукам, видео и изображениям. Штаб организации находился в Сан-Франциско. Исполнительный директор Creative Commons Glenn Otis Brown заявил: «Наша модель была вдохновлена в значительной степени движениями открытого исходного кода и свободного программного обеспечения. Красотой их подхода является то, что они основаны на согласии владельцев авторских прав — независимо от каких-либо законодательных действий — и мотивированы прекрасной смесью своекорыстия и духа сообщества. Одним из главных уроков этих движений программного обеспечения является то, что выбор между личным интересом и интересом общества — ложный выбор. Если вы умны в том как вы используете ваши права, вы можете заработать на открытости. Распространение, сделанное должным образом, и умно, и правильно». Ряд людей и организаций сразу объявили о своей поддержке Creative Commons.
Creative Commons сразу поддержали Массачусетский технологический институт и Университет Райса и выложили свои курсы.
9 января 2003 года книга Кори Доктороу «Down and Out in the Magic Kingdom» была выпущена по лицензии Attribution-NoDerivs-NonCommercial 1.0.
В марте был анонсирован проект iCommons, а 3 июня 2003 года было объявлено о начале работы над версией лицензий для Финляндии
По состоянию на 2003 год, использовалось около 1 млн лицензий.
В официальном видеоролике Creative Commons «Reticulum Rex» сказано «всего пара месяцев с начала пути Creative Commons — и вот уже 100 000 пионеров присоединились к движению. А потом началось самое интересное. Потому что очень скоро вы начали использовать Creative Commons, дав жизнь нашим мечтам, что мы никогда не смогли бы сделать сами». Далее в нём рассказывается как просто было записать дуэт двум никогда не видевшим друг друга людям, используя лицензии Creative Commons, о том как во Вьетнаме начался перевод курсов Массачусетского технологического института, о том как Кори Доктороу распродал всё первое издание своей книги, несмотря на то, что в Интернете его скачали сотни тысяч раз и даже Джефф Бейзос, директор Amazon посоветовал его книгу.

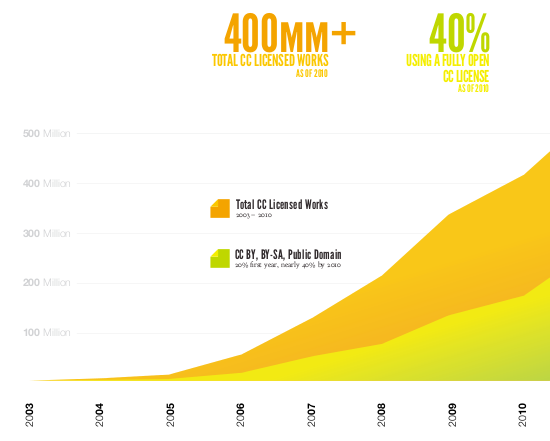
Статистика роста использования лицензий Creative Commons, опубликованная в книге «The Power of Open ». Во всём мире по самым скромным оценкам по состоянию на декабрь 2010 года по различным лицензиям CC распространяется более 400 миллионов произведений (причём в них доля свободного контента всё время увеличивается и достигла 40 %)

К концу 2004 года насчитывалось около 4.7 млн лицензированных произведений.
В 2004 году опубликованы лицензии версии 2.0.
На 2005 год лицензировано около 20 млн произведений.
В 2005 году опубликованы лицензии версии 2.5.
В 2005 году запущены проекты Creative Commons в области науки.
На 2006 год лицензировано около 50 млн произведений.
На 2007 год лицензировано около 90 млн произведений.
В 2007 году опубликованы лицензии версии 3.0, а также запущены проекты в сфере образования.
На 2008 год лицензировано около 130 млн произведений.
В 2008 году Лоуренс Лессиг покинул пост руководителя (главного исполнительного директора СС), руководителем стал Джой Ито.
В 2008 году альбом группы Nine Inch Nails выпущен по лицензий CC.
На 2009 год лицензировано около 350 млн произведений.
В 2009 году опубликован инструмент СС0.
В 2009 году Википедия переходит на лицензию CC как основную лицензию для контента.
Организация Creative Commons получила премии Golden Nica Award и Ars Electronica.
В 2013 года была выпущена версия 4.0 лицензий Creative Commons. Эти лицензии стали более удобными для пользователей и международно применимыми. Они включают улучшенную терминологию, понятную по всему миру, и официальные переводы на различные языки, что облегчает их использование в разных странах.

## Управление Creative Commons
В данный момент в должности CEO Creative Commons работает Catherine Casserly. Mike Linksvayer — вице-президент, а Diane Peters — главный советник.

### Совет директоров
Текущий Совет директоров Creative Commons состоит из: Hal Abelson, Glenn Otis Brown, Майкл Кэрролл, Catherine Casserly, Caterina Fake, Davis Guggenheim, Joi Ito (председатель), Лоуренс Лессиг, Laurie Racine, Eric Saltzman, Annette Thomas, Molly Suffer Van Houweling, Джимми Уэйлс и Esther Wojcicki (заместитель председателя).

### Комитет по аудиту
Creative Commons также имеет комитет по аудиту (Audit Committee), который имеет двух членов: Molly Shaffer Van Houweling и Лоуренс Лессинг.

## Поддержка
Creative Commons поддерживают Google, Mozilla Foundation, Red Hat, Университет Дьюка, eBay, Microsoft, Nike, Open Society Institute, ЦЕРН, O'Reilly Media и другие организации и люди.
В странах, для которых создана адаптированная версия лицензий, локализация проводилась совместно с партнёрской организацией. В ряде стран это были региональные отделения Фонда Викимедиа.

## События по странам, международная сеть филиалов и адаптация лицензий
Первоначально Creative Commons создавались в условиях юридической системы США. Версия, разработанная для США и основанная только на законах США, одновременно была и версией для всего мира, версией «по умолчанию» и называлась «Generic» («Общая»). Например, в CC-BY 2.5 были явные ссылки на американский закон. Поэтому для работы в других странах требовалась адаптация лицензий к законам конкретной страны. Для решения данной проблемы был основан проект iCommons (International Commons — международные общины).
Но с выходом 3 версии лицензий 23 февраля 2007 года ситуация кардинально поменялась. Была создана универсальная международная версия лицензий, заменившая собой «Generic» (а для США была создана отдельная версия) и названная «Unported» («Непортированная»), которая больше не была основана на законе США, а была основана на международных соглашениях об авторских правах:
Права, предоставленные по этой Лицензии и упоминаемые в ней предметы договора были составлены с использованием терминологии Бернской конвенции об охране литературных и художественных произведений (в редакции от 28 сентября 1979), Римской конвенции 1961 года, Договора ВОИС по авторскому праву 1996 года, Договора ВОИС по исполнениям и фонограммам 1996 года и Всемирной конвенции об авторском праве (в редакции от 24 июля 1971 года).
Для стран-членов этих соглашений это значит, что необходимость адаптации больше не стоит так остро, поскольку в странах могут спокойно работать неадаптированные версии лицензий (например, Россия является членом всех этих соглашений, поэтому в ней проблем с лицензиями быть не должно). Если ещё не существует адаптированной версии лицензии для какой-либо конкретной страны, Creative Commons рекомендует просто использовать «Unported»-версии лицензий. Лицензии Creative Commons должны действовать на общемировых принципах, вне зависимости от того «адаптированы» («ported») они к определённой юрисдикции или нет.
По состоянию на 17 июня 2011 года существуют версии лицензий для 55 юрисдикций. Все адаптированные лицензии и непортированная лицензия полностью совместимы между собой при создании производного произведения — такое произведение можно лицензировать по любой версии той же самой лицензии.

### Россия
См. также историю Creative Commons в России Архивная копия от 8 мая 2011 на Wayback Machine
См. также список известных людей и сайтов, использующих лицензии Creative Commons в России Архивная копия от 8 мая 2011 на Wayback Machine
Creative Commons в России поддерживают ИРИО, Викимедиа РУ, Ассоциация интернет-издателей Архивная копия от 10 мая 2011 на Wayback Machine, Пиратская партия России, РАЭК.
История
После выхода на русском языке книги Свободная культура в России зародилось сообщество ccrussia.org, которое переводило новости и лицензии на русский язык.
В начале 2008 года Сиб Грёневельд (Syb Groeneveld) назначен послом Creative Commons в России.
С 15 марта 2010 года официальным представителем Creative Commons в России является Институт развития информационного общества (ИРИО) Архивная копия от 24 августа 2011 на Wayback Machine, автономная некоммерческая организация, основанная 7 сентября 1998 года. Сиб Грёневельд передал все дела ИРИО и уехал из России.
1 мая по адресу creativecommons.ru Архивная копия от 2 сентября 2011 на Wayback Machine ИРИО открыл сайт «Creative Commons Россия». На сайте доступна юридическая экспертиза лицензий Архивная копия от 29 марта 2014 на Wayback Machine, список известных людей и сайтов, использующих лицензии Creative Commons в России Архивная копия от 8 мая 2011 на Wayback Machine и история Creative Commons в России Архивная копия от 8 мая 2011 на Wayback Machine.
ИРИО работает над адаптацией лицензий к законодательству России (вопреки распространённому заблуждению, отсутствие адаптированных версий не является препятствием для использования лицензий в России), но в данный момент головная организация Creative Commons в связи со скорым выходом 4 версии лицензий не разрешает выпускать никакие адаптированные версии.
Легальность
Юридически свободные и несвободные лицензии Creative Commons ничем не отличаются от обычных лицензионных соглашений, которые предусмотрены 1286 статьёй гражданского кодекса РФ, хотя часто заявляется, что свободные лицензии являются совершенно особенными договорами или не являются договорами вовсе. На самом деле они являются особенными, но не в юридическом, а в философском смысле. Соответственно как-либо «легализовать», «узаконить» или «разрешить свободные лицензии», как предлагает ряд людей, невозможно, потому что они не запрещены. Статья 421 ГК, закрепляющая принцип «свободы договора», разрешает заключать даже такие договоры, которые не предусмотрены законодательством — главное, чтобы они законодательству не противоречили.
В целом, многие юристы придерживаются точки зрения, что уже сейчас грамотное толкование действующих норм ГК РФ, позволяет признавать обязательную юридическую силу за лицензиями Creative Commons. Их оппоненты спорят о том, насколько лицензии Creative Commons отвечают требованию законодательства о письменной форме лицензионного договора, о проблеме идентификации сторон такой лицензии, а также соответствии ряда условий лицензии императивным требованиям российского законодательства, например, о том, что право на неприкосновенность произведения неотчуждаемо. Сторонники легальности Creative Commons отмечают, что законодательные требования о письменной форме заключения договора соблюдаются и то, что неопределённость сторон договора встречается и в других видах гражданско-правовых сделок (например, продажа товаров с помощью автоматов), что не препятствует признанию их действительными, а также, что запрет нарушения неприкосновенности произведения не влияет на явно выданное автором с помощью лицензии право на переработку — создание производного произведения
31 мая — 1 июня 2011 года юридические эксперты, участвовавшие в международном семинаре ЮНЕСКО в Москве, единодушно отметили, что:

Лицензии Creative Commons и аналогичные им способы лицензирования объектов, распространяемых в Сети, являются гражданско-правовыми договорами и находятся в рамках существующего правового поля. Для их внедрения и использования в России есть необходимость пересмотреть подходы к пониманию того, в какой форме и какими способами может заключаться договор. Те нормы права, которые действуют в настоящий момент, позволяют признавать юридическую силу за такими лицензиями. Однако, очень многое зависит от того, как эти нормы и лицензии будут истолкованы судом в случае возникновения правового конфликта, таким образом, необходимо совершенствование правоприменительной практики в отношении исков по лицензионным договорам, заключаемым в электронной форме.— юридические эксперты, участвовавшие в международном семинаре ЮНЕСКО
Юрист Вадим Колосов пишет:

Что же касается свободных лицензий, то они уже абсолютно соответствуют закону. Печально осознавать, что люди, которые позиционируют себя как разбирающихся в Creative Commons (Иван Засурский, Антон Носик и др.), утверждают, что лицензии Creative Commons в России вне закона и подобный инструмент применять в нашей стране нельзя. Хотя им было бы достаточно просто проконсультироваться с юристами (или послушать их), чтобы узнать о совершенно законном способе применения аналогичных лицензий и в России, замечу, без каких-либо изменений в законодательство вообще. Однако, к примеру, высказывания Ивана Засурского, которое можно слышать практически на любом его выступлении, что Википедия в России вообще вне закона, с правовой точки зрения (в данном случае — равно «в действительности») вообще абсурдно, но оно звучит гораздо громче и пафоснее, чем скучные юридические объяснения о том, как можно применять лицензии аналогичные Creative Commons в России.— Юрист Вадим Колосов
1 августа 2011 года в справке Министерства связи и массовых коммуникаций на имя президента России Дмитрия Медведева, подписанной врио министра А. А. Жаровым, было сказано об отсутствии чёткого правового регулирования свободных лицензий, но при этом ясно отмечено:

Свободные лицензии в Российской Федерации не являются незаконными и широко используются.— врио министра связи и массовых коммуникаций А. А. Жаров
Лицензии Creative Commons — лицензионные соглашения, заключаемые в письменной форме между правообладателем и пользователем. Лицензии Creative Commons соответствуют требованиям российского законодательства об обязательной письменной форме договора, так как электронная форма договора является частным случаем письменной формы. Размещение произведения в Интернете на тех или иных условиях Creative Commons предполагает оферту со стороны правообладателя, которая акцептуется пользователями. Лицензии Creative Commons — это всегда двусторонние договора (при дальнейшем распространении произведения пользователями у последующих пользователей автоматически заключаются договора с автором произведения), но ни в коем случае не «одностороннее разрешение неограниченному кругу лиц» как часто заявляется в СМИ.
Порядок разрешения споров в случае нарушения условий лицензий Creative Commons такой же, как и в случае заключения обычного лицензионного договора в бумажной форме. Главное отличие будет состоять в порядке доказывания в суде, но это характерно не только для лицензий Creative Commons, а для всех гражданско-правовых отношений, которые оформляются посредством сети Интернет.
Поправки в ГК
Несмотря на то, что лицензии Creative Commons не являются нелегальными, в последнее время был написан ряд открытых писем за разрешение использовать эти лицензии.
30 декабря 2009 года на сайте Ассоциации интернет-издателей было опубликовано Открытое письмо в Государственную думу, подписанное также представителями Викимедиа РУ и РГБ. Позже к ним присоединился ряд других людей. Первым пунктом письма предлагалось «Ввести в юридический оборот и закрепить свободные лицензии на передачу имущественных прав (аналогичные Creative Commons), то есть безотзывные лицензии на передачу прав на распространение и/или переработку, перевод и т. д. произведений, которые позволили бы авторам передавать эти права неограниченному кругу лиц».
1 сентября 2010 года Викимедиа РУ представила Предложения по совершенствованию четвёртой части Гражданского кодекса РФ, первым пунктом которых было «Законодательное закрепление свободных лицензий»: «считаем необходимым ввести в юридический оборот и законодательно закрепить право авторов безотзывно предоставлять права использования своих произведений на условиях свободных лицензий неограниченному кругу лиц (аналогичные Creative Commons, GNU FDL и др.)». 28 октября Государственно-правовое управление Президента Российской Федерации ответило, что предложения будут учтены.
6 декабря 2010 был опубликован проект изменений в раздел VII Гражданского кодекса Российской Федерации, где учитывалось предложение Викимедиа РУ — статью 1233 «Распоряжение исключительным правом» предлагалось дополнить пунктом 6:

Правообладатель может сделать публично, то есть путём сообщения неопределенному кругу лиц, заявление о предоставлении любым лицам возможности безвозмездно использовать принадлежащий ему результат интеллектуальной деятельности на определённых им условиях и в течение указанного им срока. В течение этого срока любое лицо вправе использовать этот результат на указанных условиях. При отсутствии в заявлении правообладателя указания на срок считается, что этот срок составляет пять лет. В течение срока действия заявление не может быть отозвано, а предусмотренные в нём условия использования не могут быть изменены.— проект поправки в статью 1233 ГК РФ
 Проект поправок был воспринят заинтересованными лицами положительно, так как не наносил никакого вреда, а единственная польза могла бы заключаться в решении шероховатостей с правом на отзыв, но мог бы послужить «сигналом» к началу широкого использования лицензий.
16 декабря 2010 года было опубликовано открытое письмо писателей и литераторов Президенту РФ:

Уважаемый Дмитрий Анатольевич! Мы обращаемся к Вам с просьбой остановить процесс легализации книжного пиратства… Под видом «снятия административных барьеров на пути инновационного развития экономики» предлагается ввести в законодательство совершенно размытые новшества, открытые для каких угодно трактовок. Такие как «свободная лицензия»… Задается вектор на свободное распоряжение чужой интеллектуальной собственностью."— Открытое письмо писателей и литераторов Президенту РФ
 20 декабря письмо поддержал Степашин.
На состоявшемся 20 декабря 2010 года заседании совета при президенте РФ по кодификации и совершенствованию гражданского законодательства в целом были одобрены поправки к Гражданскому кодексу РФ, предложенные Центром частного права.
В конце декабря 2010 года была получена согласованная позиция Гильдии продюсеров России, Российской антипиратской организации по защите прав на аудиовизуальные произведения (РАПО) и ФГУП «Киноконцерн „Мосфильм“». В тексте, полностью посвящённом свободным лицензиям, сообщалось, что пункт о свободных лицензиях может нанести непоправимый экономический ущерб интересам правообладателей и поправки необходимо остановить.

Проект предлагает дополнить ст. 1233 ГК РФ пунктом шестым, предусматривающим право правообладателя публично сообщить о предоставлении любым лицам возможности безвозмездно использовать принадлежащий ему результат интеллектуальной деятельности на определённых им условиях и в течение указанного им срока.
Введение данной нормы представляется нам необоснованной и чрезвычайно опасной с точки зрения её практической реализации, в частности, применительно к использованию аудиовизуальных произведений.

Введение данной нормы может повлечь неблагоприятные последствия для правообладателей, поскольку она может быть использована в мошеннических целях. … Опасность введения рассматриваемой нормы также заключается в том, что ответственность за незаконное размещение информации о предоставлении лицензии (без ведома правообладателя) не предусмотрена, а пользователи таких лицензий будут иметь возможность избегать ответственности за нарушение исключительных прав, прикрываясь статусом добросовестного приобретателя.— согласованная позиция Гильдии продюсеров России, Российской антипиратской организации по защите прав на аудиовизуальные произведения (РАПО) и ФГУП «Киноконцерн „Мосфильм“»
Заинтересованными сторонами текст был воспринят резко отрицательно. Однако, авторы письма считали, что гражданский кодекс и так содержит все необходимые нормы: «Действующая редакция ГК РФ не предусматривает никаких ограничений для заключения лицензионных договоров на использование объекта авторского или смежных прав с неопределенным кругом лиц путём публичной оферты, сделанной правообладателем, и её принятия любым заинтересованным лицом». Но тем не менее в то же время они считали, что «специально предусматривать в ГК РФ применение подобных механизмов выдачи лицензии недопустимо».

В обоснование необходимости введения открытых лицензий для использования в сети Интернет заинтересованные лица нередко ссылаются на опыт выдачи лицензий Creative Commons. Хотим отметить, что суть деятельности указанной организации заключается в выдаче лицензий на свободное использование в отношении произведений, зарегистрированных в интернет-реестре данной организации. При этом, выдавая лицензии на свободное использование в тех или иных пределах, данная организация снимает с себя всякую ответственность за возможные нарушения авторских и смежных прав. Фактически вводится система свободного использования произведений, параллельная предусмотренной законом системе изъятий из исключительного права, что подрывает его основы. Считаем, что подобный опыт не может служить основанием для изменения действующих норм гражданского законодательства в сфере интеллектуальной собственности.
Учитывая, что в киноиндустрии выдача открытых лицензий в принципе невозможна, введение подобной нормы может нанести непоправимый экономический ущерб интересам правообладателей, когда от их имени будут предлагаться открытые лицензии. Особенно тяжёлые последствия введение такой нормы может повлечь для использования аудиовизуальных произведений в сети Интернет.
Если ещё в отношении программного обеспечения, применительно к которому ГК РФ предусматривает возможность добровольной регистрации, действительность открытой лицензии может быть подтверждена посредством её регистрации в регистрирующем органе, в отношении иных произведений специально предусматривать в ГК РФ применение подобных механизмов выдачи лицензии считаем недопустимым.

С учётом изложенного, представляется необходимым предлагаемый Проектом пункт шестой статьи 1233 ГК РФ исключить.— согласованная позиция Гильдии продюсеров России, Российской антипиратской организации по защите прав на аудиовизуальные произведения (РАПО) и ФГУП «Киноконцерн „Мосфильм“»
В ответ на это письмо, проект закона был скорректирован. Как заявил Виталий Калятин, известный своими заявлениям, что лицензии Creative Commons «не сочетаются с российским законодательством», теперь предлагалось не осуществлять заключение лицензионных договоров, а «ограничивать право» правообладателей ими самими в одностороннем порядке и делать это разрешалось только путём размещения заявления на сайте Роспатента. Такой проект закона вызвал резкую критику всего интернет-сообщества и отрицательное отношение со стороны заинтересованных сторон, они заявляли, что невозможно регистрировать все правки Википедии на сайте Роспатента. Все признали такой законопроект вредным. В случае его принятия он бы бойкотировался, а люди бы продолжали бы пользоваться 1235 статьёй ГК, которая разрешает лицензионные договоры, в том числе лицензии Creative Commons.
16 марта в Государственной думе РФ прошли парламентские слушания на тему «Законодательная поддержка развития Интернета в России». Организаторами слушаний выступили Комитет Госдумы по информационной политике, информационным технологиям и связи, РАЭК и проект «Развитие Рунета», которые по итогам парламентских слушаний представили Рекомендации (Федеральному Собранию, Аппарату Госдумы и Комитету по Регламенту и организации работы Госдумы, Правительству РФ и федеральным органам исполнительной власти) по совершенствованию российского законодательства. Пункт 3 этих рекомендаций который гласит:
«При внесении законопроекта по поправкам в раздел VII части 4 Гражданского кодекса Российской Федерации, подготовленного во исполнение Указа Президента Российской Федерации от 18 июля 2008 г. № 1108, в Государственную Думу Федерального Собрания Российской Федерации включить в него поправки, выработанные отраслью и направленные ранее в Исследовательский центр частного права при Президенте Российской Федерации (см. Приложение № 1).» В приложение № 1, в котором сформулированы поправки в ГК, при содействии РАЭК, были включены некоторые поправки, предложенные «Викимедиа РУ». В частности, изменения в статью 1233.

В пункт 6 статьи 1233 Проекта внести следующие изменения:
Слово «безвозмездно» исключить.
Слова «заявление о предоставлении любым лицам» заменить словами «заявление в форме, определяемой самим правообладателем»
Слова «При отсутствии в заявлении правообладателя указания на срок считается, что этот срок составляет пять лет.» заменить словами «При отсутствии в заявлении правообладателя указания на срок считается, что этот срок равен сроку действия авторского права на произведение.».
После второго абзаца дополнить абзацем следующего содержания:
«При отсутствии в заявлении правообладателя указания на территорию, на которой допускается безвозмездно использовать принадлежащий ему результат интеллектуальной деятельности, его использование допускается на территории всех стран мира».
В пункт 2 статьи 1235 Проекта внести следующие изменения:

После слов «Несоблюдение письменной формы влечет недействительность лицензионного договора» дополнить предложением следующего содержания «Письменная форма считается соблюденной в случае размещения условий лицензионного договора в сети Интернет.».— Рекомендации по совершенствованию российского законодательства от РАЭК и других, учитывающие поправки Викимедиа РУ
17 марта в Государственной думе состоялось заседание Экспертной рабочей группы по интеллектуальным правам. В рамках утверждённой президентом Концепции развития гражданского законодательства РФ на протяжении пяти часов обсуждались недостатки ГК4 в части, касающейся авторского права. В повестку дня было включено обсуждение письма Михалкова и других президенту. Благодаря этому, на заседание были приглашены составители письма в Госдуму, на которое так эмоционально отреагировал Михалков. В частности, директор РГБ А. И. Вислый, руководители Ассоциации интернет-издателей Иван Засурский и Владимир Харитонов, а также представители «Викимедиа РУ» Владимир Медейко и Станислав Козловский. Была озвучена и обсуждена необходимость введения свободных лицензий, в первую очередь, Creative Commons.
14 апреля Минэкономразвития выложило на своём сайте «Полный текст проекта изменений в Гражданский кодекс, разработанный Советом по кодификации и совершенствованию гражданского законодательства»:

5) дополнить статью 1233 пунктом 6 следующего содержания:
"6. Правообладатель может сделать заявление о предоставлении любым лицам возможности безвозмездно использовать принадлежащий ему результат интеллектуальной деятельности на определённых им условиях и в течение указанного им срока. В течение этого срока любое лицо вправе использовать этот результат на указанных условиях.
При отсутствии в заявлении правообладателя указания на срок считается, что этот срок составляет пять лет.
При отсутствии в заявлении правообладателя указания на территорию считается, что это территория Российской Федерации.
Правообладатель не имеет права осуществлять такие действия при наличии действующих возмездных лицензионных договоров, по которым предоставляется право использовать результат интеллектуальной деятельности в тех же пределах.

Указанное заявление должно быть сделано путём размещения на официальном сайте федерального органа исполнительной власти по интеллектуальной собственности.— текст проекта изменений в Гражданский кодекс, разработанный Советом по кодификации и совершенствованию гражданского законодательства
Анатолий Семёнов, советник председателя подкомитета по экономике и инновациям Комитета ГД РФ по культуре, написал у себя в блоге 18 апреля:

Это поправка, которую называют ещё «наш суверенный Creative Commons» … Смысл её состоит в том, что наконец-то правообладателю вроде как стало можно ОДНИМ волеизъявлением ПУБЛИЧНО обозначить условия использования своего авторского или смежного права для всех — то есть неограниченного круга лиц. Собственно, ровно это и делает международно признанный способ «лицензирования» Creative Commons, но Россия привычно идет своим путём. … Если учесть, что это новоделанное «правовое регулирование» вводится вроде как для ОБЛЕГЧЕНИЯ участи небогатых и не ищущих непосредственной монетизации своих творений правообладателей, то можно с уверенностью сказать, что цели профанации и дискредитации самой ИДЕИ СВОБОДНЫХ ЛИЦЕНЗИЙ авторы поправок в ГК4ч безусловно достигли…

Ну пока они ещё думать будут («Правительство РФ считает, что проект поправок необходимо ещё доработать до его рассмотрения в первом чтении в Госдуме»). Честно говоря я спокойно отношусь к этому новоделу. Ну не заработала у них 77-я глава ГК про единые технологии — ну они её спустя 4 года тупо изымут из «экономической конституции РФ», коей они величественно кличут ГК. Думаю, с этим «публичным согласием» будет то же самое. Причём оно вовсе не мешает применять Creative Commons на общих основаниях. Другой уже вопрос, если они потом дотолкуют где-нибудь в очередном пленуме ВАСи, что Creative Commons — это такой подвид публичного согласия, а не двусторонняя сделка с конклюдентным акцептом, и она таким образом противоречит императивному указанию закона в виде этого новодела… Вот тогда будет ой.— Анатолий Семёнов, советник председателя подкомитета по экономике и инновациям Комитета ГД РФ по культуре
29 апреля 2011 года состоялась встреча президента Дмитрия Медведева с интернет-сообществом, где ему рассказали о лицензиях Creative Commons. Также выяснилось, что Медведев был абсолютно не в курсе открытого письма писателей на своё имя, где свободные лицензии назвали пропагандой пиратства и из-за которого был изменён проект закона.
11 мая 2011 года Игорь Щёголев выступил с докладом, где отметил, что «нужно расширять практику использования т. н. „свободных лицензий“» и

Мы считаем, что введение свободных лицензий ускорит культурный обмен, увеличит возможности использования Интернета в качестве среды обучения, команды разработчиков, который хотят вместе писать программный код. Это, повторю, сложная двусоставная задача, и мы рассчитываем, что в этом году, с привлечением среды, авторов, организаций, которые будут заниматься защитой авторских прав, мы сможем найти те принципы, которые позволят принять правильное решение и восстановить баланс между правообладателями и потребителями." "важно разработать уникальную цифровую метку. Это позволит создать открытую общедоступную систему учёта объектов авторского права. Дальше правообладатель вправе решать: либо он предоставляет это в свободное пользование и будет зарабатывать на рекламной модели, либо он будет брать за эти объекты средства, но при этом у него будет точная информация, сколько пользователей, когда, в каком объёме использовали его продукты. Это предполагает в том числе внедрение таких лицензий как creative commons, GPL и им подобных. Мы уже такую работу начали.— Игорь Щёголев
18 мая 2011 года Вадим Колосов заявил, что предлагаемые поправки в ст. 1233 ГК «искажают суть лицензий и делают хуже, чем есть сейчас».
19 мая 2011 года в здании Торгово-промышленной палаты РФ прошёл научный круглый стол «„Свободные лицензии“ или самоограничение права?». В течение трёх часов обсуждались предлагаемые поправки в Гражданский кодекс. Виталий Калятин продолжил утверждать, что лицензии Creative Commons не работают в России и предлагал альтернативный механизм «самоограничения права». Александр Савельев, кандидат юридических наук и юрисконсульт компании IBM, не согласился с предложенным методом, указав на то, что применение свободных лицензий вполне возможно в условиях действующего законодательства. Более того, юрист предостерёг, что внесённые изменения могут создать атмосферу неопределённости вокруг существующих открытых лицензий: «Есть риск, что судьи, ссылаясь на наличие специальной нормы, будут отказывать свободным лицензиям в юридической силе». Кандидат экономических наук Сергей Середа, принимавший участие в заседании, прокомментировал в своём блоге бессмысленность предложенных поправок в ГК РФ. В итоге, сделан неутешительный вывод: «Отказ признавать свободные и открытые лицензии договорами фактически сделает невозможным для российских авторов/правообладателей использование лицензий FOSS и CC при распространении своих произведений.» Кандидат юридических наук Д. А. Савельев выступил с критикой механизма «самоограничения права», который «не учитывает распространённую мировую практику использования свободных лицензий — Creative Commons, GNU и др., при которой они действуют на весь срок действия авторского права, на территории всего мира и не требуют участия государственных органов в регистрации или выполнения иных формальностей.»
31 мая — 1 июня 2011 года в Москве эксперты на международном семинаре ЮНЕСКО единодушно отметили, что лицензии Creative Commons «находятся в рамках существующего правового поля» и заявили, что предложенные поправки в часть IV ГК РФ, касающиеся свободных лицензий, не вносят ясность в ситуацию с такими лицензиями, а наоборот создают дополнительные вопросы.
2 июня по итогам встречи с представителями интернет-сообщества президент дал поручение до 1 августа 2011 года «Подготовить предложения о внесении изменений в гражданское законодательство Российской Федерации, направленных на закрепление для авторов произведений возможности предоставлять свои произведения на условиях свободных лицензий неограниченному кругу лиц (аналогичных Creative Commons, GNU FDL)» (ответственные: Щёголев И. О., Яковлев В. Ф.).
12 июля 2011 в соответствии с п. 1 Перечня поручений по итогам встречи Президента Российской Федерации Д. А. Медведева с представителями интернет-сообщества РАЭК и Викимедиа РУ представили к проекту поправок в ГК новые предложения и замечания. Данная версия поправок представлена на рассмотрение членам рабочей группы по п. 1 перечня поручений Президента РФ, созданной при Министерстве связи и массовых коммуникаций РФ.
Предлагается сделать, чтобы правообладатель мог сделать заявление о возможности использовать принадлежащий ему РИД в свободной форме. В предложении «Указанное заявление должно быть сделано путём размещения на официальном сайте федерального органа исполнительной власти по интеллектуальной собственности» «должно быть» предлагается заменить на «может быть». Также предлагается явно указать, что письменная форма договора считается соблюдённой в случае размещения условий лицензионного договора в сети Интернет и отменить право на отзыв для случаев, когда право использования произведения предоставлено в соответствии с договором присоединения.
Кроме того, в РАЭК решили разрешить отчуждать личные неимущественные права, а именно «права на неприкосновенность», когда автором «явно оговорена возможность свободного изменения произведения». Юрист Павел Протасов критикует РАЭК и говорит, что авторы поправок стали жертвой давнего спора о том чем «нарушение неприкосновенности произведения» отличается от создания производного произведения. «Большинство „свободных лицензий“ передают право именно на переработку, так что толку от такого нововведения будет мало. А вот вред может быть: в случае изменений, внесённых в программу злонамеренно, типа внедрения бэкдора, автор лишается возможности защищать свои авторские права. В общем, плохая идея.» — заявляет Протасов. Кроме того он критикует поправки ещё по ряду пунктов. Он пишет, что и борцы с пиратством и их идеологические противники занимаются громождением костылей и ничего хорошего из этого получиться не может.
3 августа на сайте РАЭК была опубликована новость, что поручение № 1 Президента РФ Дмитрия Медведева по итогам с представителями интернет-отрасли выполнено — Министерством связи и массовых коммуникаций РФ совместно с Советом по кодификации и совершенствованию гражданского законодательства, Российской Ассоциацией электронных коммуникаций, НП «Викимедиа РУ», Исследовательским центром частного права при Президенте РФ, Институтом развития информационного общества и представителями правообладателей был подготовлен доклад Президенту РФ.

Анализ действующего российского законодательства (справка прилагается) показал, что для решения поставленной Вами задачи необходимы следующие изменения в Гражданский кодекс Российской Федерации (далее — ГК РФ):
1) часть первая ГК РФ — приравнять заключение договора в информационно-телекоммуникационных сетях, в том числе в сети Интернет, путём совершения определённых конклюдентных действий (например, так называемого «клика» или начала использования произведения) к заключению его в письменной форме;
2) глава 69 ГК РФ (ст. 1235—1239 ГК РФ) — предусмотреть упрощенный порядок заключения лицензионных договоров присоединения в отношении использования объектов авторских и смежных прав, в частности предусматривающий возможность включения в такие договоры положения о дальнейшем использовании новых (переработанных) произведений или объектов смежных прав на тех же условиях;
3) пункт 6 ст. 1235 ГК РФ — включить норму, допускающую заключение безвозмездного договора на условиях неисключительной лицензии между коммерческими организациями, что позволит соблюсти требование о безвозмездном предоставлении прав на использование объектов авторских и смежных прав, часто являющееся условием свободных лицензий;
4) статьи 1266, 1269 и 1315 ГК РФ — предусмотреть возможность ограничения действия права на отзыв и неприкосновенность произведения и исполнение в случаях, которые должны быть предусмотрены новым п. 6 ст. 1233 ГК РФ, а также при заключении в упрощенном порядке лицензионных договоров присоединения;

5) ст. 1233 ГК РФ — дополнить новым пунктом 6, предусматривающим право правообладателя публично в одностороннем порядке распорядиться своим исключительным правом: ограничить его по своему усмотрению в интересах общества.— врио министра связи и массовых коммуникаций А.А. Жаров

В качестве дополнительного механизма, позволяющего правообладателям предоставлять свои результаты интеллектуальной деятельности для свободного использования, предлагается ст. 1233 ГК РФ о распоряжении исключительным правом дополнить новым пунктом 6, который предусматривает право правообладателя публично в одностороннем порядке распорядиться своим исключительным правом: ограничить его по своему усмотрению в интересах общества путём размещения соответствующего заявления на сайте федерального органа исполнительной власти. Форма односторонней сделки была выбрана для такого распоряжения, исходя из того, что по своему существу с точки зрения действующего российского гражданского законодательства подобные действия являются не договором, а именно односторонним волеизъявлением. Механизм, предусмотренный в п. 6 ст. 1233 ГК РФ, отличается от того, по которому действуют Creative Commons, однако он не исключает возможности применения свободных лицензий. Этот институт будет являться альтернативой свободным лицензиям и позволит российским правообладателям легко использовать данную норму. С учётом того, что лицензионные соглашения свободных лицензий зачастую предоставляются на английском языке, норма пункта 6 статьи 1233 ГК РФ позволит правообладателям, не владеющим указанным языком, предоставлять неограниченному кругу лиц возможность использовать принадлежащие им произведения науки, литературы или искусства либо объекты смежных прав.— Справка, врио министра связи и массовых коммуникаций А.А. Жаров
Исследовательский центр Частного права запрашивает дополнительное время на изучение вопроса и оценку последствий, несмотря на то, что на этот вопрос уже потрачен год. Учитывая особенности предвыборного периода, когда не стоит ждать радикальных изменений в законодательстве, РАЭК предполагает, что подобное затягивание вопроса может носить сознательный характер.
3 ноября 2011 года Дмитрий Медведев направил послание руководителям государств — членов «Группы двадцати» о новой концепции использования и охраны результатов творческой деятельности в глобальной сети. В тексте два раза упоминается Creative Commons.
Федеральным законом от 12 марта 2014 года № 35-ФЗ «О внесении изменений в
часть первую, вторую и четвертую Гражданского кодекса Российской Федерации и отдельные законодательные акты Российской Федерации» были приняты поправки, которые коснулись защиты интеллектуальных прав.
Введена новая статья 1286-1 об открытой лицензии на использование произведения науки, литературы или искусства. В частности, предусмотрено, что лицензионный договор, по которому автором или иным правообладателем (лицензиаром) предоставляется лицензиату простая (неисключительная) лицензия на использование произведения науки, литературы или искусства, может быть заключён в упрощенном порядке (открытая лицензия).
Открытая лицензия является договором присоединения. Все её условия должны быть доступны неопределённому кругу лиц и размещены таким образом, чтобы лицензиат ознакомился с ними перед началом использования соответствующего произведения. В открытой лицензии может содержаться указание на действия, совершение которых будет считаться акцептом её условий (ст. 438 ГК). В этом случае письменная форма договора считается соблюденной. Предметом открытой лицензии является право использования произведения науки, литературы или искусства в предусмотренных договором пределах.
В России лицензии Creative Commons активно используются в различных проектах. Например, сайт президента России и другие государственные ресурсы применяют эти лицензии для распространения контента. Кроме того, российские музыкальные исполнители и художники все чаще выбирают лицензии CC для своих произведений, способствуя развитию свободной культуры в стране.

### Украина
Лицензии Attribution-NonCommercial-ShareAlike 2.0, Attribution 3.0 и Attribution-NonCommercial-ShareAlike 3.0 переведены на украинский язык. Существует официальный сайт Архивная копия от 26 октября 2017 на Wayback Machine и страница в вики Архивная копия от 20 марта 2015 на Wayback Machine. Creative Commons Украина находится в официальном списке филиалов Creative Commons.
Были попытки добиться принятия поправок в законы Украины, но они провалились. Обязательность ЭЦП является препятствием для использования лицензий на Украине.
О поддержке Creative Commons заявляет будущая Пиратская партия Украины.

### Казахстан
Общественный Фонд «WikiBilim» является некоммерческой организацией продвигающей лицензии Creative Commons в Казахстане. С декабря 2011 года фонд включён в официальный список представительств СС.
С 2011 года Фонд «WikiBilim» реализует проект «Открытая библиотека Казахстана», которая работает на основе лицензии Creative Commons. Данная онлайн библиотека содержит более 3500 литературных произведений, более 200 авторов, 150 аудиокниг и большое количество видео и аудио материала. В библиотеке работает онлайн словарь казахского языка.
В сентябре 2012 года фонд презентовал перевод книги Лоуренса Лессига «Free Culture» на казахском языке. Ранее лицензии СС активно продвигала Пиратская партия Казахстана.

### Кыргызстан
В Кыргызстане была произведена юридическая экспертиза лицензий Creative Commons.
Отчёт о возможности использования лицензий Creative Commons в Кыргызстане подготовлен юристами компании «Каликова энд Ассошиэйтс» по заказу Общественного фонда «Гражданская инициатива Интернет политики». Также опубликовано заключение независимого эксперта, бывшего патентного поверенного А. Вандаева. Результаты двух документов полностью противоположные.

## Лицензии и инструменты Creative Commons
Подробное описание лицензий, их общие черты и список проектов, их использующих, находятся на отдельной странице.

### Текущие
Лицензии
- CC Attribution Архивная копия от 25 октября 2017 на Wayback Machine (CC-BY)
- CC Attribution-ShareAlike Архивная копия от 31 октября 2017 на Wayback Machine (CC-BY-SA) — является самой популярной лицензией, вырвавшейся в лидеры в июле 2009 года[21]
- CC Attribution-NonCommercial Архивная копия от 10 сентября 2017 на Wayback Machine (CC-BY-NC)
- CC Attribution Non-commercial Share Alike Архивная копия от 12 ноября 2017 на Wayback Machine (CC-BY-NC-SA) — бывшая самая популярная лицензия[21]
- CC Attribution-NoDerivs Архивная копия от 5 января 2017 на Wayback Machine (CC-BY-ND)
- CC Attribution Non-commercial No Derivatives Архивная копия от 5 октября 2017 на Wayback Machine (CC-BY-NC-ND)

Инструменты
- CC0 (CC Zero) Архивная копия от 7 июля 2017 на Wayback Machine
- Public Domain Mark Архивная копия от 10 июля 2017 на Wayback Machine
- Founders’ Copyright Архивная копия от 23 июня 2011 на Wayback Machine (копирайт отцов-основателей США) (оформление здесь Архивная копия от 17 октября 2011 на Wayback Machine) — отказ от 70-летнего срока защиты авторских прав и замена его на 14-летний, который существовал в прошлом. Использует O’Reilly and Associates[100]

Протокол
- CC+ (CC Plus) Архивная копия от 7 мая 2015 на Wayback Machine — способ распространять произведение по некоммерческой лицензии и в то же время передавать коммерческие права по другой лицензии и зарабатывать деньги[101].

### Устаревшие
Лицензии
- Sampling Plus Архивная копия от 9 июля 2017 на Wayback Machine (списана в 2011 году)
- NonCommercial Sampling Plus Архивная копия от 13 июля 2017 на Wayback Machine (списана в 2011 году)
- DevNations Архивная копия от 3 июля 2017 на Wayback Machine (списана в 2007 году, так как не позволяет использовать произведение во всём мире)
- Sampling Архивная копия от 4 марта 2016 на Wayback Machine (списана в 2007 году, так как не позволяет даже некоммерческое использование)
- NoDerivs Архивная копия от 9 октября 2016 на Wayback Machine (списана в 2004 году)
- NoDerivs-NonCommercial Архивная копия от 24 января 2018 на Wayback Machine (списана в 2004 году)
- NonCommercial Архивная копия от 14 мая 2016 на Wayback Machine (списана в 2004 году)
- NonCommercial-ShareAlike Архивная копия от 10 июля 2017 на Wayback Machine (списана в 2004 году)
- ShareAlike Архивная копия от 30 июня 2017 на Wayback Machine (списана в 2004 году)

Инструменты
- Public Domain Dedication and Certification Архивная копия от 6 марта 2017 на Wayback Machine (списан в 2010 году из-за ориентированности только на США и того, что были смешаны два разных способа использования, теперь вместо этого инструмента созданы CC0 и Public Domain Mark)

### Переставшие работать
Creative Commons предоставлял удобную оболочку с метаданными для лицензий BSD, GPL и LGPL на программное обеспечение.
- BSD
- выбор лицензии GPL (сама лицензия);
- выбор лицензии LGPL (сама лицензия).

В настоящий момент эти лицензии не работают, стоит перенаправление на другую страницу.[неоднозначно]

## Мнения

### Оценки
Creative Commons — это международный язык, понятный всем.
— Сергей Плуготаренко, РАЭК

### Критика

#### Требование атрибуции
Все шесть текущих основных лицензий Creative Commons требуют указания информации об авторе, что может быть неудобно в случае с произведениями, прямо или косвенно основанными на большом количестве других произведений.

#### Типичные ошибки
Критика из лагеря сторонников 
свободного ПО чаще всего отмечает отсутствие базовой системы требований лицензии. Например разные лицензии Creative Commons могут разрешать или не разрешать коммерческое использование контента и создание производных работ, но Creative Commons поддерживает все такие лицензии равным образом, как более предпочтительные относительно чистого «Все права сохранены». Среди лицензий раньше предлагалась такая, которая давала разные права в зависимости от того, является ли страна развивающейся, и такая, которая запрещала любое распространение работы при отсутствии изменений.
При этом названия всех лицензий начинаются с «Creative Commons», отчего некоторые пользователи и даже правообладатели считают, что существует одна лицензия «Creative Commons», и выпускают свои работы якобы под этой несуществующей лицензией. Многие при этом подразумевают несвободную CC BY-NC-SA или CC BY-NC-ND. Некоторые при этом приравнивают «Creative Commons» к «Open Source» и свободным произведениям.
Проблема усугубляется тем, что Creative Commons ранее предлагала среди других кнопок для указания лицензии кнопку, на которой конкретная лицензия не указана — при её использовании лицензию обычно указывают только в виде ссылки на неё на сайте CC.
Одним из шагов к решению данной проблемы было добавление в феврале 2008 года на страницы лицензий, работы под которыми подходят под определение свободного произведения культуры, специальной «печати». Никаких примечаний на страницах несвободных лицензий не ставилось, как и на странице выбора лицензии, однако в 2012 году у них другой цвет фона заголовка. В июле 2012 года заработала новая страница выбора лицензии Архивная копия от 2 августа 2012 на Wayback Machine, которая указывает на свободность или несвободность выбираемой лицензии.

#### NC
Иногда авторы, которые на самом деле не собираются использовать свои работы в коммерческих целях, на всякий случай запрещают коммерческое использование (то есть, по определению в лицензиях CC, использование с целью получения денежной выгоды независимо от её размера), что делает эти работы несовместимыми со свободными, при этом значительно ограничивая их использование на всё тот же срок в несколько десятков лет со дня смерти автора. 18 сентября 2008 года Creative Commons начала исследование различий между коммерческим и некоммерческим использованием работ, чтобы иметь возможность получше объяснить авторам, что означает запрет или разрешение коммерческого использования.
Много авторов, публикующих работы, не до конца понимают разницу между коммерческим и некоммерческим использованием произведений, что может вызвать трудности у людей, повторно использующих произведения.
Ричард Столлман отмечает, что выпуск произведений под CC BY-NC или CC BY-NC-SA потенциально приводит к экспоненциальному росту числа несвободных произведений с недоступным правообладателем.

#### Разное
Сторонники современной системы копирайта утверждают, что Creative Commons отнимают у творцов их права (хотя в действительности творцы сами отказываются от части своих прав на произведения; пользоваться Creative Commons никто не принуждает).
Также некоторые утверждают, что Creative Commons подрывают современную систему копирайта; они обвиняют тех, кто разрешает относительно свободное использование своих работ, в несправедливом по их мнению снижении прибыли у тех, кто этого не делает (см. также метафора о разбитом окне).

## Судебные прецеденты
Судебные процессы, касающиеся лицензий Creative Commons происходят нечасто, хотя CC существует с 2002 года и сотни миллионов творческих произведений опубликованы под лицензиями CC. CC считает, что это отсутствие судебных процессов является свидетельством широкого признания и понятности своих лицензий. Тем не менее, Creative Commons ценит решения судов, подтверждающие, что лицензии CC функционируют как они и предназначены функционировать.

### SGAE против Фернандеса (Испания, 2005—2006)

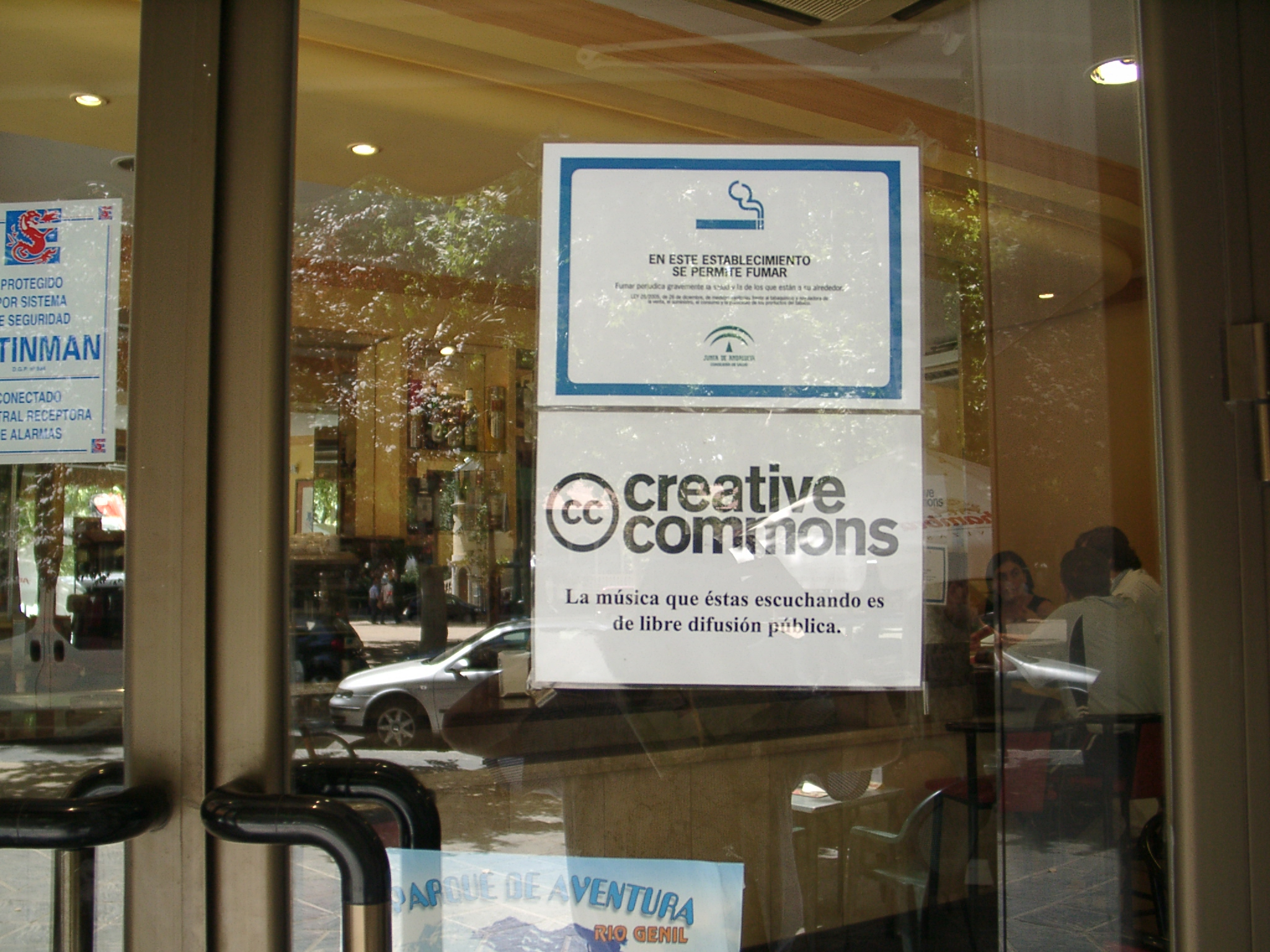
Щит на испанском ресторане в Гранаде, где звучит только лицензированная на условиях лицензий Creative Commons музыка (в том числе свободная музыка, см. также, например, сервис Jamendo)

В конце 2005 года испанское общество коллективного управления правами «Sociedad General de Autores y Editores (SGAE)» подало в суд на владельца бара, утверждая, что тот не выплатил лицензионный сбор за три года, необходимый для публичного исполнения музыки. Суд отклонил претензии SGAE, так как владелец бара доказал, что музыка, которая игралась в его баре, была лицензирована музыкантами под лицензиями Creative Commons и, соответственно, SGAE не имело право требовать отчислений лицензионных сборов.

### Карри против Audax (Нидерланды, 2006)
Адам Карри опубликовал на сайте Flickr собственные фотографии под лицензией CC BY-NC-SA, часть из которых позже перепечатал нидерландский таблоид «Audax». Карри подал в суд на таблоид, утверждая, что таблоид нарушил условия лицензии CC BY-NC-SA, использовав фотографии в коммерческом журнале и не указав ссылку на лицензию Creative Commons.
Представители таблоида заявили, что считали фотографии с Flickr доступными к использованию, так как те были помечены как публичные («public»). Также было заявлено, что с точки зрения компенсации фотографии не имели ценности, так как были общедоступны для просмотра в режиме онлайн.
Нидерландский суд постановил, что впредь таблоид не должен использовать фотографии с Flickr кроме как под условиями указанных в описании фотографий лицензий Creative Commons или с разрешения Карри.

### Чанг против Virgin Mobile (США, Техас, 2007—2009)
В 2007 году австралийская компания «Virgin Mobile» использовала фотографию 15-летней девочки в своей рекламе. Фотография была взята с сайта Flickr, куда она была загружена фотографом. На сайте для данной фотографии была указана лицензия CC BY.
Родителями девочки и фотографом был подан иск в Техасский окружной суд против «Virgin Mobile» за нарушение авторских прав и вторжение в частную жизнь; и против Creative Commons за отсутствие должного информирования авторов о существе лицензии.
Несмотря на то, что фотограф собственноручно при загрузке выбрал лицензию из списка, представленного на сайте Flickr, коммерческое использование его фотографии в рекламе явилось для него неожиданностью. Фотограф заявил, что он не понял существа выбранной им лицензии (в частности, он не понял, что лицензия регулируют исключительно вопросы авторского права, но не вопросы охраны частной жизни); в связи с чем в иск были включены требования к Creative Commons.
Однако через пять месяцев истцы добровольно отозвали требования в отношении Creative Commons. В 2009 году Техасский окружной суд отказал в иске из-за отсутствия персональной юрисдикции: использование австралийской компанией фотографии было признано договорными отношениями, но они были сочтены недостаточными для констатации персональной юрисдикции.

### Якобсен против Катцера (США, 2008—2010)
Роберт Якобсен, увлекавшийся моделями железных дорог, разработал открытое программное обеспечение для контроля передвижений одновременно многих поездов по модельной железной дороге и опубликовал его под свободной лицензией Artistic License. В 2008 году он подал иск против Мэтью Катцера, Кевина Рассела и компании «KAM Industries», которые создали с использованием работы Якобсена собственное программное обеспечение с закрытым кодом для выполнения аналогичных задач и без указания какой бы то ни было сопроводительной информации, которая требовалась в соответствии с лицензией.
Суд первой инстанции постановил, что рассматриваемая лицензия — это контракт между сторонами, и правовая защита по поводу его нарушений должна рассматриваться в рамках контрактного права, а не авторско-правовой защиты. Требования лицензии в отношении производных произведений суд счёл необоснованно расширенными, не вытекающими из исключительного права первоначального автора. Поскольку истцом не был показан конкретный ущерб, возникший в связи с действиями ответчиков, суд отказал в удовлетворении требований истца. Это решение было обжаловано в апелляционном суде США по федеральному округу. В ходе обжалования было произведено выступление независимого консультанта (лат. amicus curiae) от имени Creative Commons с просьбой отменить решение районного суда. Апелляционный суд постановил, что дело может быть рассмотрено в рамках законодательства об авторских правах и возвратил его в районный суд.
Кроме того, суд постановил, что лицензирование произведений на условиях свободных лицензий не означает отсутствия экономической составляющей в возникающих правоотношениях. Создание и распространение произведений на условиях публичных лицензий даёт серьёзные преимущества, включая и экономические, и они выходят далеко за рамки обычных лицензионных платежей. К примеру, автор программы может увеличить рыночную долю для своей программы, предоставляя часть её компонентов бесплатно. Аналогично программист или компания могут работать на рост своей локальной или международной репутации, развивая и поддерживая открытое программное обеспечение. К улучшению продукта может оперативно и бесплатно подключиться какой-либо эксперт, возможно, даже не известный правообладателю.
…Чёткая формулировка Artistic License обеспечивает условия для защиты экономических прав при использования её как публичной лицензии. Эти условия регулируют права на изменение и распространение включённых в пакет программ и файлов. Требования к прозрачности правообладания и истории модификации кода прямо служат для привлечения посетителей на страницу открытого проекта и для информирования последующих пользователей проекта, и это является важной экономической целью правообладателя, которая должна охраняться законом. С помощью такого управляемого распространения информации правообладатель привлекает в открытый проект творческих участников; требуя, чтобы все сделанные другими изменения доходили до изначального правообладателя и для всех остальных, правообладатель получает информацию об использовании своей программы и привлекает сторонние знания, которые могут быть использованы при создании последующих версий программы.
Признание экономической составляющей стало важным прецедентом в области судебной практики по свободным лицензиям.
Окончательно дело было урегулировано соглашением сторон.

### Lichôdmapwa против L’asbl Festival de Theatre de Spa (Бельгия, 2009—2010)
В 2004 году бельгийская группа Lichôdmapwa выпустила песню «Abatchouck» под лицензией CC BY-NC-ND. Несколько лет спустя, отрывок этой песни был использован в рекламе театрального фестиваля. Группа связалась с театральной компанией, давшей эту рекламу, но переговоры не увенчались успехом. В результате в 2009 году Lichôdmapwa подала в суд за нарушение авторских прав.
В иске Lichôdmapwa утверждала, что театральная компания нарушила все три условия лицензии, по которой распространялась песня. Так, произведение было модифицировано (сокращено), использовалось коммерчески (в рекламе), а также не был указан его автор. В качестве возмещения ущерба группа попросила 10 380 евро, а также деньги на оплату публикации решения суда в журнале «Dogmagazine».
В свою защиту театральная компания пыталась сослаться на незнание, утверждая, что не знала об условиях лицензии. Кроме того, ответчик приводил довод о том, что истец не может получать плату за свои произведения, так как не является членом бельгийского коллекторского сообщества (SABAM).
Суд не согласился с объяснениями театральной компании, так как условия лицензии были явно указаны на сайте dogmazic.net, откуда была скачана данная музыка. Суд указал на то, что лицензии Creative Commons имеют юридическую силу, и что истец имел полное право распространять свои произведения на условиях этой лицензии, а не через SABAM. Суд постановил, что лицензия была нарушена и группе был нанесён ущерб. За каждое нарушение лицензии суд взыскал с театральной компании в пользу группы Lichôdmapwa по 1500 евро (то есть всего 4500 евро).

### Gerlach против Немецкого народного союза (Германия, 2010)
Летом 2010 года истец Nina Gerlach, активный редактор немецкой Википедии и других проектов Викимедиа, а также член «Викимедиа Германия», сфотографировала немецкого политика Тило Саррацина на публичном мероприятии и опубликовала фотографию на Викискладе по лицензии Creative Commons BY SA 3.0 Unported. Позже Немецкий народный союз (Deutsche Volksunion — DVU), немецкая политическая партия использовала фотографию на своём сайте без указания имени истца и лицензии. Истец направил письмо, на которое сторона не отреагировала. После проведения юридического анализа, суд полностью согласился с позицией истца и подтвердил юридическую силу лицензий Creative Commons. Ответчику было предписано выполнить требования лицензии Creative Commons BY-SA и выплатить возмещение ущерба.

### Avi Re’uveni против Mapa inc. (Израиль, 2011)
Истец загрузил фотографию на Flickr под лицензией CC BY-NC-ND. Ответчик создал и продал коллаж, в котором использовалась, в том числе, и фотография истца, ответчик не указал авторов исходных фотографий.
Ответчик утверждал, что он не является специалистом в области авторских прав и лицензий, но суд счёл, что это не имеет значения. В итоге ответчик был признан виновным в нарушении авторских прав.

## Инструменты для поиска контента CC
- Страница поиска на сайте организации Creative Commons Архивная копия от 6 ноября 2008 на Wayback Machine.
- Каталоги материалов, доступных под лицензиями Creative Commons Архивная копия от 26 марта 2015 на Wayback Machine.
- Поиск Creative Commons Yahoo.
- Расширенный поиск Google Архивная копия от 17 октября 2004 на Wayback Machine
- Веб-браузер Mozilla Firefox с интерфейсом для использования «поиска CC» в стандартной поставке.
- The Internet Archive — проект, поддерживающий архив мультимедиа-ресурсов, в том числе, доступных под лицензиями Creative Commons.
- Ourmedia — медиа-архив, поддерживаемый организацией «Internet Archive».
- ccHost — серверное программное обеспечение, используемое сайтами «ccMixter» и «Open Clip Art Library».
- MusiCC — «Your Free Music Social Booking» Архивная копия от 18 июля 2021 на Wayback Machine.

### Аудио и музыка
- Electrobel Community Архивная копия от 7 ноября 2008 на Wayback Machine (англ.) — более 10 000 электронных музыкальных треков, реализованных по одной из лицензий CC.
- Радио iRATE (англ.).
- Adrenalinic Sound — Италия.
- Gnomoradio.
- Starfrosch Архивная копия от 8 ноября 2008 на Wayback Machine MP3-блог сообщества с большим разделом Creative Commons.
- Dogmazic — архив музыки под свободными и несвободными лицензиями, расположенный во Франции.
- Pragmazic — магазин музыки под различными лицензиями, основанный командой Dogmazic.
- Audiofarm Архивная копия от 30 марта 2018 на Wayback Machine — хостинг музыки под лицензиями Creative Commons с функциями организации сообщества и магазином.
- Jamendo — архив‐хостинг музыкальных альбомов под лицензиями Creative Commons и лицензией Free Art.
- Phlow — Magazine that picks Creative Commons music and music from the Netlabel Community on a daily basis.
- ccMixter (англ.) — сайт‐хостинг сообщества авторов семплов и ремиксов.
- WYRR — радиостанция, которая представляет музыку Creative Commons и позволяет слушателям скачивать песни из её плейлиста.
- Ektoplazm Архивировано 22 января 2013 года. — архив электронной музыки в стиле psytrance, techno и downtempo.
- USC Архивная копия от 15 февраля 2022 на Wayback Machine — российский музыкальный издатель с лицензией Creative Commons.
- Audiotool Архивная копия от 4 марта 2001 на Wayback Machine — веб-приложение для создания и хранения музыки с лицензией Crative Commons (возможна лицензия с сохранением всех прав), а также для создания производных композиций (ремиксов).
- freemus Архивная копия от 16 мая 2017 на Wayback Machine — российский музыкальный сайт с релизами под лицензией Creative Commons.

### Фото и изображения
- Everystockphoto.com Архивная копия от 4 ноября 2008 на Wayback Machine — поисковый движок с возможностью отметки фотографий, распространяемых под лицензией Creative Commons.
- compfight.com Архивная копия от 16 декабря 2008 на Wayback Machine — поиск изображений с возможностью фильтрации по типу лицензии.
- Open Clip Art Library.

### Объясняющие видеоролики
- Лекция основателя Creative Commons Лоуренса Лессига об авторском праве Архивная копия от 18 ноября 2010 на Wayback Machine (рус.)
- Wanna Work Together Архивная копия от 25 сентября 2016 на Wayback Machine (рус.)
- Reticulum Rex Архивная копия от 12 июня 2010 на Wayback Machine (рус.)
- Get Creative Архивная копия от 29 мая 2010 на Wayback Machine (рус.)

### Статьи
- Морозов Евгений. Культура. Свобода. Демократия? «Акция» (16 августа 2007). Дата обращения: 17 декабря 2008. Архивировано из оригинала 14 октября 2008 года.
- Щуров Илья. Культура в поисках свободы: Где должен заканчиваться копирайт? журнал «Компьютерра» № 6. Компьютерра (15 февраля 2007). Дата обращения: 29 октября 2008. Архивировано 8 марта 2016 года.
- Ильин Юрий. Creative Commons: их борьба за Public Domain. Компьютерра–Онлайн (21 мая 2002). Дата обращения: 29 октября 2008. Архивировано из оригинала 21 января 2009 года.
- Парамонов Владимир. Вышла третья версия лицензий Creative Commons. Компьютерра–Онлайн (27 февраля 2007). Дата обращения: 29 октября 2008. Архивировано из оригинала 21 января 2009 года.
- Протасов Павел. Защита от авторских прав. Вебпланета / Агентство Массовых Коммуникаций (1 октября 2008). — о различии авторских прав и прав на изображение человека. Дата обращения: 1 ноября 2008. Архивировано 13 февраля 2012 года.
- Рыбаков Александр. Продвигать Creative Commons в России будет голландец. Вебпланета / Агентство Массовых Коммуникаций (3 марта 2008). Дата обращения: 1 ноября 2008. Архивировано 13 февраля 2012 года.
- Протасов Павел. GPL в России: продолжаем перевод. Вебпланета / Агентство Массовых Коммуникаций (27 марта 2008). Дата обращения: 1 ноября 2008. Архивировано 13 февраля 2012 года.
- Кучма Ирина. Creative Commons: авторские права — гибкие и креативные. Зеркало недели (25 ноября 2006). Дата обращения: 1 ноября 2008. Архивировано 13 февраля 2012 года.
- Фёдорова Ангелина. Creative Commons - альтернативный проект по защите авторских прав. Правда.Ру. Правда.Ру (20 октября 2008). — не перепутайте: упоминается (и только) «лицензия CC». Дата обращения: 8 ноября 2008. Архивировано из оригинала 30 января 2009 года.
- Родин Дмитрий. Creative Commons в Рунете: смайлики и пляшущие человечки. telnews. telnews (29 декабря 2008). Дата обращения: 10 января 2009. Архивировано 13 февраля 2012 года.
- Charles Eicher. Copyfraud: Poisoning the public domain. The Register (26 июня 2009). Дата обращения: 26 июня 2009. Архивировано 13 февраля 2012 года.
- Bobbi Newman. The Danger of Using Creative Commons Flickr Photos in Presentations (англ.). Librarian by Day (27 января 2013). Дата обращения: 15 сентября 2013. Архивировано 20 октября 2013 года.

Статьи с ошибками
- Yahoo стала искать по Creative Commons. Вебпланета (24 марта 2005). — «по лицензии Creative Commons.» Дата обращения: 1 ноября 2008. Архивировано 13 февраля 2012 года.
- Миронов Андрей. Лицензия Creative Commons в России работать не будет. Компьютерра–Онлайн (27 мая 2005). — (ошибка: пишут о единой свободной лицензии Creative Commons). Дата обращения: 29 октября 2008. Архивировано из оригинала 21 октября 2009 года.
- Владимир Парамонов. Организация Creative Commons выпустила лицензию CC+. Компьютерра–Онлайн (20 декабря 2007). — (неточность: будто бы не было лицензий CC, разрешающих коммерческое использование). Дата обращения: 29 октября 2008. Архивировано из оригинала 31 января 2010 года.